# Dorfkirche Eineborn

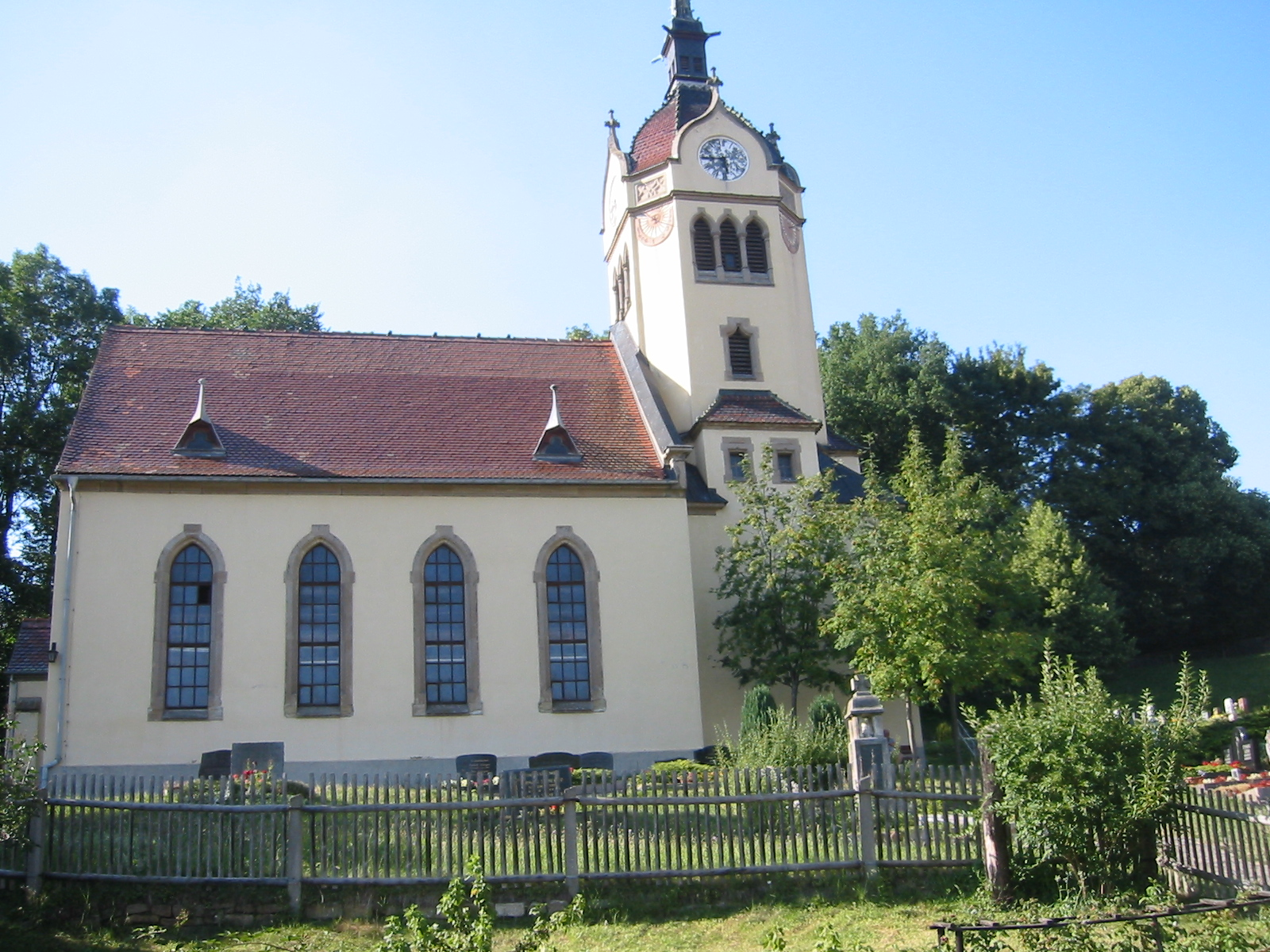
Die Kirche

Die evangelische Dorfkirche Eineborn steht in der Gemeinde Eineborn im Saale-Holzland-Kreis in Thüringen. Sie gehört zum Pfarrbereich Ottendorf im Kirchenkreis Eisenberg der Evangelischen Kirche in Mitteldeutschland.

## Lage
Die Kirche liegt oberhalb des Dorfes im Gottesacker auf einer ebenen Anhöhe neben der Dorfstraße.

## Geschichte
1836 wurde der Vorgängerbau abgerissen und an gleicher Stelle eine neue Kirche erbaut. 1900 brannte das Gebäude nach einem Blitzschlag ab. Die heutige Kirche wurde 1902 im neugotischen Stil errichtet. 1944 beschädigte eine Bombe das Gotteshaus; der Wiederaufbau dauerte fünf Jahre. 1949 weihte der Landesbischof Mitzenheim die instand gesetzte Kirche.

## Kirchenschiff
Im Kirchenschiff ist eine dreiseitige Empore eingebaut. Empore und Gestühl sind dezent bemalt. Die Orgel hat einen schlichten Prospekt. Die Kanzel ist im Verhältnis zum Triumphbogen etwas hoch angebracht. Der Altar ist zurückhaltend gestaltet und steht vor einem Buntglasfenster mit einer Darstellung der Auferstehung Christi. 1978 wurde eine Winterkirche auf der Orgelempore eingerichtet.
Die drei Stahlglocken, die 1919 das im Ersten Weltkrieg eingeschmolzene Geläut ersetzten, haben den Zweiten Weltkrieg unbeschädigt überstanden.